# Onthophagus gulmarri
Onthophagus gulmarri är en skalbaggsart som beskrevs av Matthews 1972. Onthophagus gulmarri ingår i släktet Onthophagus och familjen bladhorningar. Inga underarter finns listade i Catalogue of Life.